# Tårekirtel
Tårekirtlen (lat.: glandula lacrimalis) er det organ, der danner og udskiller tårevæsken. Kirtlen er placeret i øjenhulen, øverst udadtil.
Tårekirtlen har udførselsgange med 10-20 åbninger udadtil ved øjet.
Der findes desuden små accessoriske tårekirtler, som sidder under omslagsfolderne af øjets bindehinde, specielt under den øvre omslagsfold. Disse er i stand til at fugte øjet, hvis man har fået fjernet den primære tårekirtel.